# Sosa (Chiba)
Sosa (匝瑳市\Sōsa-shi) is een stad in de prefectuur Chiba, Japan. In 2013 telde de stad 38.523 inwoners.

## Geschiedenis
Op 23 januari 2006 ontstond Sosa als stad (shi). Dit gebeurde door het samenvoegen van de stad Yokaichiba (八日市場市) met de gemeente Nosaka (野栄町).
Steden:
Abiko · Asahi · Chiba (hoofdstad) · Choshi · Funabashi · Futtsu · Ichihara · Ichikawa · Inzai · Isumi · Kamagaya · Kamogawa · Kashiwa · Katori · Katsuura · Kimitsu · Kisarazu · Matsudo · Minamiboso · Mobara · Nagareyama · Narashino · Narita · Noda · Oamishirasato · Sakura · Sanmu · Shiroi · Sodegaura · Sosa · Tateyama · Tomisato · Togane · Urayasu · Yachimata · Yachiyo · Yotsukaido

Districten:
Awa · Chosei · Inba · Isumi · Katori · Sanbu
Gemeenten per district